# Хореографічна освіта
Хореографія – це практика, спрямована на формування в студентів цілісного уявлення про танець як вид мистецтва та здобуття ними фахових навичок у різних танцювальних напрямах. У реалізації навчання беруть участь досвідчені танцівники, які впроваджують інноваційні підходи до викладання танцю. Наразі танець розглядається як суміжний із музикою вид мистецтва, тому у формальній освіті він тісно інтегрований із музичними дисциплінами.

## Навчальна програма
Загалом навчальна програма з хореографії спрямована на формування в учнів знань і практичних умінь, необхідних для виконання танцю. Навчальні програми можуть включати різні теоретичні дисципліни такі як танцювальна нотація , анатомія людини ,фізика, історія танцю, культурні аспекти танцю та музики.  
У межах програми можуть вивчатися один або кілька хореографічних напрямів. Серед формальних стилів — балет, бальні танці, сучасна хореографія, джаз, латиноамериканські танці, степ,  техніка “пуанти”, хіп-хоп, джаз-фанк. До неформальних  жанрів належать лінійні і послідовні танці та фрістайл.

## Професійна хореографічна освіта
Професійну танцювальну освіту пропонують як державні, так і приватні навчальні заклади. Приватні установи — танцювальні школи або коледжі — зазвичай спеціалізуються виключно на хореографії, тоді як державні заклади охоплюють ширший спектр предметів. Серед прикладів приватних установ — Королівська школа балету, Школа американського балету, Американський театр танцю Елвіна Ейлі (нині — Школа Ейлі), Джульярдська школа та Бостонська консерваторія в Берклі.
Чимало державних і приватних університетів та коледжів пропонують як додаткові, так і основні освітні програми з хореографії, що передбачають здобуття ступеня бакалавра мистецтв (BA), бакалавра образотворчих мистецтв (BFA) або магістра образотворчих мистецтв (MFA) у сфері танцю.  Деякі державні загальноосвітні школи впроваджують повноцінні навчальні програми з танцю. Наприклад,  школа Джефферсона (Портленд, штат Орегон) надає професійну танцювальну підготовку в рамках своєї допрофесійної танцювальної компанії “Джефферсон Дансерс”. Окрім того, низка танцювальних колективів пропонують допрофесійну, дорослу, інклюзивну або громадську підготовку, а також семінари й майстер-класи. Серед них — балет Джоффрі (Чикаго), танцювальний театр Хаббард-стріт денс Чикаго, балет Х'юстона, балети в Бостоні та Сан-Франциско.
Існує щонайменше три типи занять. Звичайні танцювальні курси тривають понад декілька тижнів. Для молодших учнів багато шкіл дотримуються навчального календаря. Більшість студій розпочинають новий сезон у серпні, і він триває до початку червня. Таким чином, типовий танцювальний сезон становить приблизно 40 тижнів.
Танцювальні майстер-класи зазвичай проводяться протягом одного дня або до тижня, переважно влітку, і надають можливість танцюристам різного рівня майстерності вдосконалити свої навички.
Інтенсивні танцювальні курси, як правило, орієнтовані на досвідчених танцівників. Вони мають чітко структуровану програму навчання й тривають від двох тижнів до одного місяця.